# レギオン (映画)
『レギオン』（Legion）は、2010年に公開されたアメリカ映画。神が人類粛清のために天使の軍団レギオンを地球へ送るが、天使の1人ミカエルは、人類側に立って翼を捨て銃器を手に取り、数人の人々とともに郊外に建つダイナーに立て籠もり、軍団を相手に戦う。

## あらすじ
大天使ミカエルはLAに降り、翼を切り落とし、武器とパトロールカーを盗んでモハベ砂漠に向かう。
モハベ砂漠のダイナーはオーナーのボブ、息子のジープ、ジープが思いを寄せるが他の男の子を妊娠中のウェイトレスのチャーリー、コックのパーシーが営み、客のハワード、サンドラ、二人の娘のオードリー、息子の親権を得るためにLAに向かうカイルが集まる。
テレビ、ラジオ、電話に異常が生じる。客の老婆グラディスが豹変し、ハワードに重傷を負わせるがパーシーが倒す。大量の虫が襲ってくるなど異変が続く中、ミカエルと名乗る男が店に現れ、大量の武器を皆に渡す。アイスクリーム屋の男に続き、とりつかれた大勢の人間たちが店を襲って人々は戦う。ハワードは敵に奪われる。
ミカエルは、人間に失望した神が軍団(レギオン)を送って人間を滅ぼそうとしていると語る。チャーリーのお腹に宿る8カ月の子どもが人類の希望だと告げ、その子どもを狙って敵がやって来ると言う。神の軍の将であった大天使ミカエルは、人間を守るために神の命令に背いて地上に降りたという。ハワードに続いてパーシーも死に、気がふれたサンドラは拘束される。ラジオでは、各所でのとりつかれた人間たちと正気の人間たちとの戦いが知らされる。
次の夜、とりつかれた人々が店を襲い、カイルはとりつかれた少年の罠にかかって死ぬ。少年が店に入ってチャーリーの腹に傷をつけ、チャーリーは産気づく。オードリーとミカエルの助けでチャーリーは子供を産む。トランペットが鳴り、大天使ガブリエルの到来を告げる。サンドラが拘束を逃れて子供を奪い、敵に渡そうとするが、ミカエルに殺される。大天使ガブリエルが店に入り、ボブに重傷を負わせる。ミカエルはジープ、チャーリー、オードリー、そして子供を逃がそうとし、預言者を見つけて指示を読めとジープに伝える。
とりつかれた人間たちはチャーリーの子供に近づくことができず、4人は車で逃げる。ガブリエルはミカエルと戦い、モーニングスターでミカエルを殺し、ミカエルの肉体は消え失せる。ミカエルの肌に記されていた指示がジープの肌に現れる。瀕死のボブはガスを爆発させてとりつかれた人間たちもろとも死ぬ。
ガブリエルは4人を追跡し、オードリーは死ぬ。ガブリエルはジープとチャーリーと子供を追い詰める。そこに翼が戻った大天使ミカエルが天から降り立つ。ガブリエルは神に従ったが、自分は神のために戦ったとミカエルは言い、ガブリエルを倒す。ミカエルはとどめを刺さず、ガブリエルには自分のような慈悲心がないために神を失望させたといい、飛び立つ。山上から、ジープ、チャーリーは谷間の小さな町を見る。
のちに、二人と子供は武器を満載した車で砂漠の中を走る。

## キャスト
ミカエル（Michael）
演 - ポール・ベタニー、日本語吹替 - 山野井仁
大天使。
ボブ・ハンソン（Bob Hanson）
演 - デニス・クエイド、日本語吹替 - てらそままさき
ダイナーのオーナー。
ジープ・ハンソン（Jeep Hanson）
演 - ルーカス・ブラック、日本語吹替 - 小松史法
ボブの息子。
カイル・ウィリアムズ（Kyle Williams）
演 - タイリース・ギブソン、日本語吹替 - 志村知幸
子の親権を得るためにLAに向かう客。
チャーリー（Charlie）
演 - エイドリアンヌ・パリッキ、日本語吹替 - 斎藤恵理
ダイナーに勤める妊娠8カ月のウェートレス。ジープの恋の相手。
パーシー・ウォーカー（Percy Walker）
演 - チャールズ・S・ダットン、日本語吹替 - 木村雅史
ダイナーのコック。
オードリー・アンダーソン（Audrey Anderson）
演 - ウィラ・ホランド、日本語吹替 - 峯香織
若い娘の客。
サンドラ・アンダーソン（Sandra Anderson）
演 - ケイト・ウォルシュ、日本語吹替 - 田村聖子
客、オードリーの母。
ハワード・アンダーソン（Howard Anderson）
演 - ジョン・テニー、日本語吹替 - 間宮康弘
客、オードリーの父。
ガブリエル（Gabriel）
演 - ケヴィン・デュランド、日本語吹替 - 青山穣
大天使、神の軍の指揮官。
グラディス・フォスター（Gladys Foster）
演 - ジャネット・ミラー、日本語吹替 - 橘凜
とりつかれた老婦人の客。
アイスクリーム屋（Ice Cream Man）
演 - ダグ・ジョーンズ
とりつかれた人間。

## 製作
主要撮影は2008年夏にニューメキシコ州で行われた。